# Konan Oziris
Tiago Miranda (rođen 5. januara 1989), poznat kao Konan Oziris (portugalski: Conan Osiris), je portugalski kantautor. Njegovo umetničko ime zasnovano je na glavnom liku iz japanske serije "Future Boy" Conanu i drevnom egipatskom bogu Ozirisu.  Međunarodnu slavu je stekao  nakon što je objavio svoju pesmu "Telemóveis" na takmičenju Festival da Canção 2019, nacionalnom portugalskom izboru za Pesmu Evrovizije. Nakon pobede na tom festivalu postaje predstavnik Portugala na izboru za Pesmu Evrovizije 2019. godine.

## Karijera
Muzičku karijeru započeo je 2008. godine kada je stvorio grupu Powny Lamb sa Ritom Moreirom (profesionalno poznata i kao Sreya). Godine 2011. izdali su svoj prvi i jedini EP, pod nazivom "Cathedral".
Scensko ime Conan Osiris je predstavio na objavi pesme "Secluded". Svoj rad nastavio je kao kompozitor muzike za modne revije: "Evaporate" (Hibu, Proleće/leto 2014), "Pyres" (Gonçalo Pascoa, Proleće/leto 2014), "Tryptich" (Valentim Quaresma, Jesen/zima 2014/2015) i "Selenographia" (Hibu, Jesen/zima 2014/2015). Ovih pet pesama je kasnije objavljeno na EP-u iz 2014, nazvanim „Silk“, zajedno sa pesmama "Remuneration" i "Amália", prvom pesmom koju je otpevao na portugalskom. Godine 2016. izdao je svoj prvi album pod nazivom "Música, Normal".
2017. godine je producirao i napisaio pesme za album "Emocional", prvi album Rite Moreire Sreye.
30. decembra 2017. objavio je svoj drugi album pod nazivom „Adoro Bolos“. Taj album privukao mu je pažnju i pozvali su ga neke portugalske TV emisije da nastupa uživo. Neke od najpoznatijih pesama sa tog albuma su "Adoro Bolos", "Celulitite", "Borrego" i "100 Paciência".
U 2018. ga je RTP pozvao da iskomponuje pesmu za Festival da Canção 2019. Tom prilikom napisao je pesmu "Telemóveis" i odlučio je da je on sam izvede na festivalu. Oziris je pobedio na festivalu i predstavljao je Portugal na Pesmi Evrovizije 2019. u Tel Avivu. U nastupu mu je pomogao portugalski plesač Žoao Reis Moreira. Međutim, Osiris se nije uspeo plasirati u finale, što je prvi put od 2015. godine da se Portugal nije uspeo kvalifikovati. Bio je 15. u prvom polufinalu sa 51 bodom.
Nakon Pesme Evrovizije je nastupio na portugalskom festivalu Super Bock Super Rock 2019, 18. jula.

## Lični život
Rođen je u Lisabonu i živeo je u Cacemi nekoliko godina dok je bio u srednjoj školi. Danas živi u Lisabonu.
2010. godine završio je diplomu grafičkog dizajna na Politehničkom institutu Castelo Branco. Na institutu je upoznao Rubena de Sa Osoria, koji je njegov lični dizajner.